# Mother Superior (progrockband)
Mother Superior was een Engelse progressieve-rockband uit Londen. De band werd in 1974 opgericht toen bassiste Jackie Badger auditie deed bij de band Cosmetix. Vanwege een ruzie ter plekke hield die band op te bestaan, waarna Badger de inmiddels ex-leden van Cosmetix Audrey Swinburne en Jackie Crew benaderde om een nieuwe band op te richten. Lesley Sly voegde zich bij de groep na het lezen van een advertentie in een muziekblad.
Mother Superior was een van de eerste rockbands die uitsluitend uit vrouwen bestond. Ze hebben één album opgenomen dat slechts in Scandinavië werd uitgebracht. Na een tour door Scandinavië ter promotie van het album ging het mis. Er ontstonden problemen met het management en leden kwamen en gingen. In 1977 hield de band op te bestaan. Het laatste optreden werd gegeven op 9 december dat jaar.
Een heruitgave van het album in 1996 werd in het Verenigd Koninkrijk uitgebracht.

## Discografie
- Lady madonna, 1975